# Christmas cake
La Christmas cake ("torta di Natale") o Christmas fruit cake è una torta tradizionale britannica e irlandese; è un tipo di dolce, spesso alla frutta, servito nel periodo natalizio in molti paesi.

## Descrizione
La Christmas cake è iniziata come porridge di prugne. È un tradizionale dolce natalizio inglese fatto con ribes umido di Zante, uva sultanina (uvetta dorata) e uvetta che sono stati ammollati in brandy, rum, whisky o Sherry. La torta può essere ricoperta da strati di pasta di mandorle, poi glassa ed è solitamente decorata, spesso con fasce di nastro a quadri e modelli natalizi come pupazzi di neve, abeti o Babbo Natale.
La Christmas cake ha in gran parte sostituito la King cake precedentemente popolare durante l'era vittoriana.

## Alimenti simili
Una specialità scozzese è il tradizionale dolce natalizio, il "Whisky Dundee". Come suggerisce il nome, la torta è originaria di Dundee ed è fatta con whisky scozzese. È una torta leggera e friabile, leggera su frutta e canditi, solo ribes, uvetta, uva sultanina e ciliegie.
C'è anche il black bun scozzese, di una ricetta simile che utilizza whisky e spesso semi di cumino, mangiato su Hogmanay.
Occasionalmente venivano anche aggiunte monete ai dolci natalizi e ai budini di Natale come tocco di buona fortuna.
Nello Yorkshire, la Christmas cake, come con altri tipi di torta alla frutta, può essere mangiata con formaggio, come il Wensleydale.
Una torta che può essere servita anche nel periodo natalizio nel Regno Unito, oltre al tradizionale dolce natalizio, è la torta conosciuta come "Yule Log, o ciocco natalizio". Questo è un rotolo svizzero ricoperto di cioccolato, simile a un ceppo.

## Preparazione
Dopo aver lasciato macerare la frutta secca (fra cui uva passa, datteri snocciolati e ribes) nel brandy per un'intera giornata, mescolare burro, zucchero, vaniglia e uova e versare la miscela nel composto di frutta e liquore. Dopo essere stata infornata, la torta viene avvolta nella carta da forno e messa a riposo per settimane o mesi affinché i profumi possano amalgamarsi bene. Solitamente la Christmas cake viene ricoperta di glassa bianca o zucchero a velo. Può anche essere abbinato alla crema al burro liquorosa.